# Ace (album)
Pour les articles homonymes, voir Ace.
Albums de Scooter
The Fifth Chapter
(2014) Scooter Forever
(2017)
Singles
1. Riot[1]
Sortie : 28 août 2015
2. Oi[2]
Sortie : 5 février 2016
3. Mary Got No Lamb[3]
Sortie : 6 mai 2016

Ace est le dix-huitième album studio du groupe allemand Scooter. L'album est publié le 5 février 2016. Le premier single de l'album, Riot, mélange de rock et dance, est commercialisé le 28 août 2015.

## Liste des titres
| No  | Titre                                   | Durée |
| --- | --------------------------------------- | ----- |
| 1.  | Ace                                     | 2:05  |
| 2.  | Oi                                      | 3:10  |
| 3.  | Mary Got No Lamb                        | 3:26  |
| 4.  | Riot                                    | 3:05  |
| 5.  | Encore                                  | 3:54  |
| 6.  | Burn (Scooter & Vassy)                  | 2:40  |
| 7.  | Don't Break The Silence                 | 3:19  |
| 8.  | The Birdwatcher                         | 3:34  |
| 9.  | What You're Waiting For (feat Maidwell) | 3:34  |
| 10. | Crazy                                   | 3:04  |
| 11. | Opium                                   | 3:57  |
| 12. | Stargazer (feat Maidwell)               | 3:34  |
| 13. | Wolga                                   | 6:05  |
| 14. | Torch                                   | 3:08  |

## Classements
| Classements (2016)           | Meilleure position |
| ---------------------------- | ------------------ |
| Autriche (Ö3 Austria Top 40) | 14                 |
| Allemagne (Media Control AG) | 6                  |
| Hongrie (Mahasz)             | 13                 |
| Tchéquie (IFPI)              | 11                 |
| Suisse (Schweizer Hitparade) | 34                 |